# Hymeniacidon conica
Hymeniacidon conica är en svampdjursart som först beskrevs av Kirk 1909.  Hymeniacidon conica ingår i släktet Hymeniacidon och familjen Halichondriidae. Inga underarter finns listade i Catalogue of Life.